# 8241 Agrius
A 8241 Agrius (ideiglenes jelöléssel 1973 SE1) egy kisbolygó a Naprendszerben. Cornelis Johannes van Houten, Ingrid van Houten-Groeneveld és Tom Gehrels fedezte fel 1973. szeptember 19-én.